# Allat

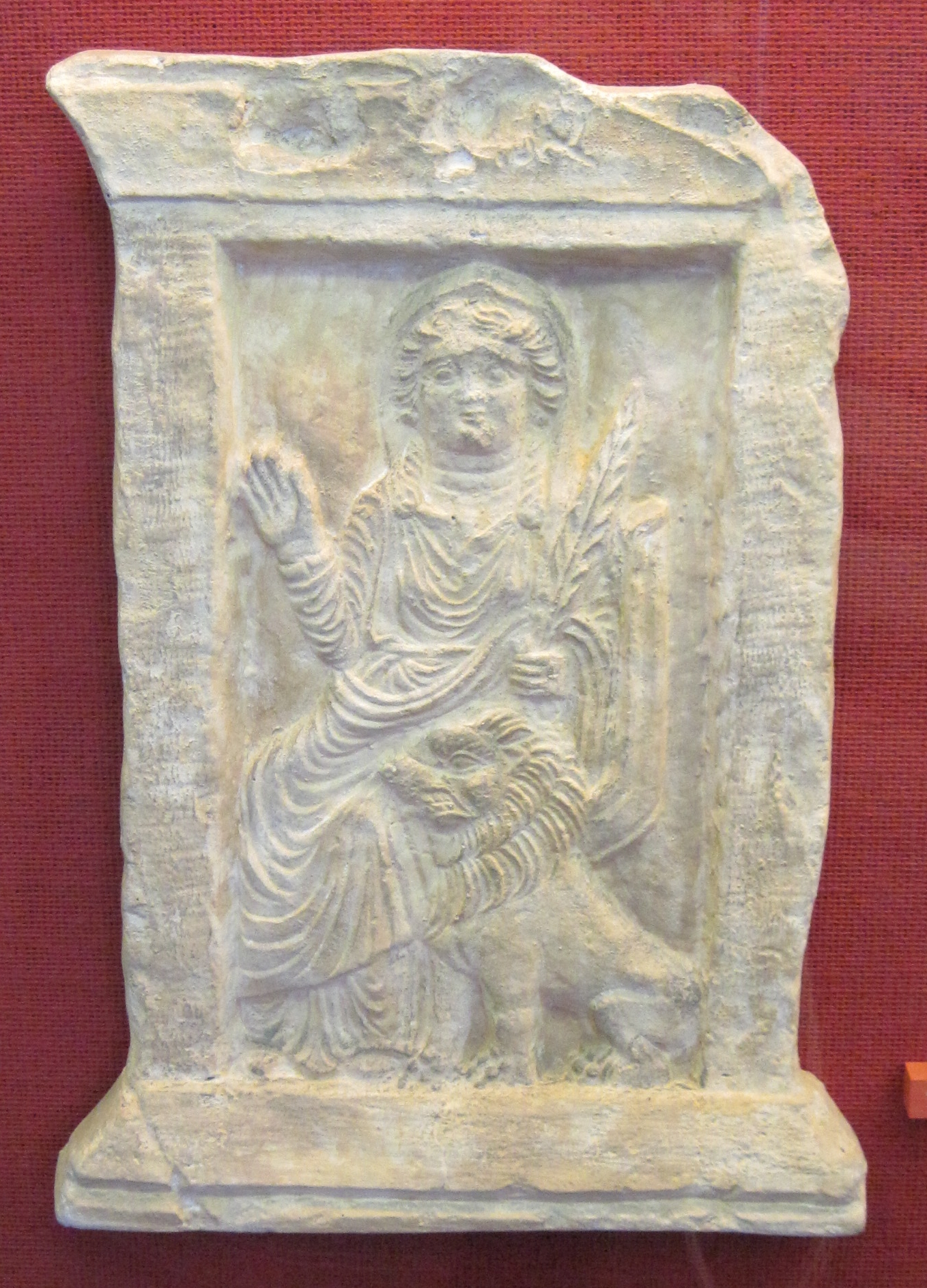
Bassorilievo di Al-lat da Palmira. La dea è raffigurata con in mano un ramo di palma e un leone ai suoi piedi.

Al-lat era una divinità femminile preislamica, dea degli inferi e della guerra, di cui si riscontrano diverse varianti: con il nome Alatu presso i Babilonesi, Allatum tra gli Accadi ed Elat per i fenici e i cartaginesi.

## Culto
La così vasta distribuzione di questo nome dimostra la vastità del suo culto. C'è chi ha ipotizzato che questa dea, con la caratteristica di Luna infera, si sia spostata presso i Greci assumendo il nome di Ellotis, sì da far conoscere le feste di questa Dea - che avevano una forma orgiastica - come Ellotie, ma Erodoto (V secolo a.C.) non esita a considerare Allāt l'equivalente di Afrodite. Ellotia' era anche un nome con cui si identifica Europa, principessa della Fenicia, trasformata da Zeus a Creta.
Nel periodo ellenico e romano troviamo che a livello panarabo la divinità femminile più venerata è Al-lāt (al-Lāt letteralmente significa "la dea") che viene identifica come Atena e contemporaneamente accomunata con la Dea siriana Atargatis.

Nella città-stato di Palmira, in Siria, riscontriamo assomiglianza con la Dea Venere Urania e la Dea Artemide e si ricorda come il tempio della Dea a Palmira, venisse distrutto dai cristiani tra gli anni 378 e 386.
Elemento tipico del culto della Dea sembra fosse il ricorso consistente all'incenso e che come animale sacro alla Dea fosse il leone, raffigurato in effetti nel tempio di Palmira.
Un particolare importante di quest'ultima raffigurazione è il grande rilievo del leone, che tiene e protegge, tra le sue zampe un'antilope.
Questo simbolo è stato interpretato come un rifiuto della Dea ad ogni sacrificio umano.
Sempre su questo rilievo è stata rinvenuta la seguente iscrizione: "Allat benedice chi non versa sangue nel tempio".
Nella Penisola araba il luogo principale di venerazione di  al-Lāt (in arabo اللات‎?) - che secondo Julius Wellhausen sarebbe stata considerata la madre di Hubal (e quindi suocera di Manāt) - era la città higiazena di Ṭāʾif, a sud di Mecca. Qui, venerata dai Banū Thaqīf che costituivano la popolazione della città, e custodita in un suo santuario dai Banū ʿAttāb ibn Mālik dei Thaqīf, era adorata sotto forma di un grande e squadrato masso bianco che, con la vittoria dell'Islam, fu destinato a fungere da gradino della moschea ivi fatta erigere da Muḥammad, una volta che il suo santuario fu su suo ordine incendiato da al-Mughīra ibn Shuʿba.
Il suo nome era usato nell'onomastica d'età araba preislamica e sono attestati termini quali Zayd Allāt o Taym Allāt.